# Abu Alabás Amade Almostancir
Abu Amir Abedalá ibne Amade (em árabe: أبو العباس أحمد إبن عبد العزيز; romaniz.: Abu al-Abbas Ahmad ibn Abd al-Aziz), conhecido pelo nome real Almostancir (em árabe: المستنصر; romaniz.: al-Mustansir), foi o sultão do Império Merínida de 18 de junho de 1374 a 1384 e novamente de 1387 a 1393.